# Quận Big Horn, Montana
Quận Big Horn là một quận thuộc tiểu bang Montana, Hoa Kỳ.
Quận này được đặt tên theo. Theo điều tra dân số của Cục điều tra dân số Hoa Kỳ năm 2000, quận có dân số 12.671 người. Quận lỵ đóng ở Hardin6.

## Địa lý
Theo Cục điều tra dân số Hoa Kỳ, quận có diện tích 5.015 dặm vuông Anh (12.988,8 km2), trong đó có 20 dặm vuông Anh (51,8 km2) (0,40%) là diện tích mặt nước.

### Các xa lộ chính
- Interstate 90
- U.S. Highway 87
- U.S. Highway 212
- Montana Highway 313
- Montana Highway 314
- Montana Highway 47

### Quận giáp ranh
- Quận Carbon, Montana - tây
- Quận Yellowstone, Montana – tây bắc
- Quận Treasure, Montana - bắc
- Quận Rosebud, Montana – đông bắc
- Quận Powder River, Montana - đông
- Quận Sheridan, Wyoming - nam
- Quận Big Horn, Wyoming – tây nam

## Thông tin nhân khẩu
Theo điều tra dân số 2 năm 2000, quận này đã có dân số 12.671 người, 3.924 hộ gia đình, và 3.033 gia đình sống trong quận hạt. Mật độ dân số là 2 người trên một dặm vuông (1/km ²). Có 4.655 đơn vị nhà ở mật độ trung bình của <1/km ² (1/sq mi). Thành phần chủng tộc của cư dân sinh sống trong quận gồm 36,60% người da trắng, 0,04% da đen hay Mỹ gốc Phi, 59,66% người Mỹ bản xứ, 0,22% châu Á, Thái Bình Dương 0,01%, 0,68% từ các chủng tộc khác, và 2,79% từ hai hoặc nhiều chủng tộc. 3,67% dân số là người Hispanic hay Latino thuộc một chủng tộc nào. 13,9% là người gốc Đức theo điều tra dân số năm 2000. 67,1% nói tiếng Anh, 27,9% Crow, 2,5% và 1,3% Cheyenne Tây Ban Nha là ngôn ngữ đầu tiên của họ.
Có 3.924 hộ, trong đó 42,40% có trẻ em dưới 18 tuổi sống chung với họ, 54,00% là đôi vợ chồng sống với nhau, 17,60% có nữ hộ và không có chồng, và 22,70% là không lập gia đình. 19,30% hộ gia đình đã được tạo ra từ các cá nhân và 6,70% có người sống một mình 65 tuổi hoặc lớn tuổi hơn là người. Cỡ hộ trung bình là 3,17 và cỡ gia đình trung bình là 3,66.
Trong dân số quận đã được trải ra với 35,80% dưới độ tuổi 18, 8,60% 18-24, 26,50% 25-44, 20,50% từ 45 đến 64, và 8,60% từ 65 tuổi trở lên người. Độ tuổi trung bình là 30 năm. Đối với mỗi 100 nữ có 97,30 nam giới. Đối với mỗi 100 nữ 18 tuổi trở lên, đã có 91,00 nam giới.
Thu nhập trung bình cho một hộ gia đình trong quận đạt mức USD 27.684, và thu nhập trung bình cho một gia đình là USD 31.095. Phái nam có thu nhập trung bình USD 23.814 so với 18.884 USD đối với phái nữ. Thu nhập bình quân đầu người là 10.792 USD. Có 23,70% gia đình và 29,20% dân số sống dưới mức nghèo khổ, bao gồm 37,00% những người dưới 18 tuổi và 20,10% của những người 65 tuổi hoặc cao hơn.